# 白善燁
白 善燁（ペク・ソンヨプ、ペク・ソニョプ、백선엽、1920年11月23日 - 2020年7月10日）は、韓国の軍人、外交官、政治家、実業家。弟は軍人で教育者の白仁燁。本貫は水原白氏。創氏改名時の日本名は白川 義則（しらかわ よしのり）。号は愚村（ウチョン、우촌）。日韓併合解消後の韓国で、同陸軍の創設に参加した。朝鮮戦争の激戦地の第一線で指揮をとり、白将軍として知られる。共同作戦を行うアメリカ軍からは「ホワイティ（Whity）」の愛称で呼ばれた。韓国陸軍初の大将に任じられ、退役後は各国で外交官を務めた。

## 人物
1920年11月23日、日本統治下の朝鮮半島、平安南道江西郡、平壌近郊の江西面徳興里で父・白潤相、母・方考烈の間に生まれる。姉に白福燁、弟に白仁燁がいた。
近在では比較的裕福な中規模地主の家系であった。6歳の時に父が死亡すると一家は困窮したたために母と子供3人で平壌に移り住んだ。母と姉が働くことで家計は安定し、白善燁と白仁燁は進学することが出来た。小学校を卒業後、道立の商業学校と、国民学校の教師を養成する難関の平壌師範学校の両方を受験して合格したが、学費無料のほか衣食住の支援も受けられる平壌師範学校の尋常科（教師コース）に入学した。1939年に平壌師範学校を卒業したが、師範学校は在学中の生活を保証される代わりに卒業後の2年間を教師として勤務する義務があった。しかし白の母方の祖父が大韓帝国軍で参領（少佐）にまでなった軍人であったこともあり、1939年末に満州国に渡り奉天の中央陸軍訓練処に合格、1939年12月21日に入学した。残ったままの勤務義務はこれを中訓の軍医であった元容徳に相談したところ、学校幹事であった真井鶴吉少将の働きかけで、卒業資格を有したままで免除されることとなった。軍官学校の区隊長であった傳連和とは後に朝鮮戦争で交戦することになる。
1941年12月30日に優秀生徒として中央陸軍訓練処卒業（9期）。前年までは優秀な学生を選抜して日本の陸軍士官学校に留学させ上級幹部としての教育を受ける制度があったが、白が卒業した年に制度が中止されたため、陸士には留学していない。
満州国陸軍少尉に任官した白は宝清の満州国軍歩兵第二八団に勤務し、続いて佳木斯の新兵訓練部隊に配属され、小隊長となる。1943年1月初旬、間島特設隊に転勤。白頭山の鴨緑江、豆満江上流部一帯で、中国共産党が主導する中国人、満州人、朝鮮人により構成された抗日ゲリラの討伐に従事した。1944年春、熱河省の八路軍（紅軍）掃討作戦に参加、特殊工作とくに情報収集で偉功を立て、旅団長の賞詞を受ける。
1944年秋、平壌に帰郷し盧仁淑と結婚。1945年春、憲兵に転じ、延吉の間島分団小隊長。間島分団は2個小隊のみで、軍官は分団長の日系軍官たる曽根原實少校、小隊長に鮮系軍官の白、満系軍官の蒙中尉の計3名で、各小隊には下士官兵20名がいた。同年8月15日、満州国軍憲兵中尉として同地で終戦を迎えた。
終戦後はトラックで先に盧仁淑を新義州の鉄道駅まで送りとどけたのち、曽根原少校の命で新京に連絡業務に向かう。その後、腹心の憲兵数名を連れてトラックで平壌へと戻った。
復員した白は、平壌で盧仁淑や母と再会した。また、学徒出陣から復員した弟の白仁燁や、同じく満州国軍憲兵でシベリア抑留前に列車から脱走して来た丁一権も平壌に戻って来た。しかし教師の職はなく、弟と共に、親戚のツテで民族派指導者の曺晩植の平安道人民政治委員会で働き始めた。弟の白仁燁が警護担当、白善燁は事務所の受付だったという。事務所には様々な人間が出入りしており、戦友や知人と再会したり、のちに敵対することとなる金日成や彼の取り巻きと話をしたこともあった。
やがて金日成らのパルチザン派がソ連の後押しで権力を掌握し始めると、赤衛隊が曺晩植の警備隊を解散させた。警備隊の隊長だった白仁燁は赤衛隊に目を付けられ、共産主義体制下で身の危険を感じていた丁一権と共に南下した。
白善燁みずからも中国地域において共産パルチザンの討伐任務に就いていた経歴があることから、友人の金燦圭（のちに金白一に改名）、崔楠根らと共に1945年12月24日に平壌を離れ、12月27日に38度線を越えた。家族は落ち着いてから呼び寄せる予定で、平壌に残った妻と母は1946年春に合流した。

### 再び軍人へ
ソウルに到着した3人には職がなく、先に南下して韓国軍の前身である南朝鮮国防警備隊に入隊していた丁一権や白仁燁らの勧めもあり、1946年2月26日付けにて軍事英語学校履修扱いで南朝鮮国防警備隊に入隊し、中尉に任官される。釜山にて第5連隊の創設に従事、連隊長となり中佐。第5連隊に着任すると、白はすぐに警察と双方の分担と権限について取り決めた。これには取り決めだけではなく、警察との関係を良好にする目的があった。
1946年4月、喧嘩口論の末にある兵士が同僚を射殺する事件が起き、調べてみると殺意があったのではなく、小銃が暴発したのだという。ここで白は内々で済ますことなく、李致業中尉を裁判長、朴炳権中尉と呉徳俊中尉を検察官に命じて、警備隊として最初の軍法会議を開いた。
1947年3月、三・一運動記念日に右派と左派がそれぞれ市内でデモをしたが、街頭での衝突が原因で死傷者が出る騒ぎにまで発展した。警察の要請を受けた第5連隊は忽ちこれを鎮圧した。これによって官民の称賛を博し、アメリカ軍の信頼も厚くなり、間もなくして影島のアメリカ軍施設の警備を任された。
1947年10月、作戦主任の呉徳俊大尉に機動演習を計画させた。当時は警備隊の性格が曖昧であり、部隊の士気を何を目標として維持するか問題であった。そのため戦闘訓練を体験させ、軍隊や軍人とはこうであるということを各人に自覚させる狙いがあった。演習は各1個大隊を釜山と鎮海付近で対進させ、昌原付近でぶつけるという遭遇戦の指導であった。この時、釜山に駐屯していたアメリカ軍第6師団のオーランド・ワード少将の協力を得て装甲車隊を参加させてもらった。演習大隊長は朴基成大尉と崔慶萬大尉であり、演習は11月5日から8日にかけて実施された。参観していたワード少将、宋虎聲大佐、立法議員崔東旿、および各連隊長は賛辞を惜しまなかったという。
1947年12月、新規に編成された第3旅団（初代旅団長、李應俊）司令部の参謀長となり旅団編成完結に従事。
1948年4月、統衛部（国防部の前身）情報局長に就任、建軍以来増殖しつつあった南朝鮮労働党の左派細胞に対抗すべく、李世鎬、金昌龍ら防諜隊要員の育成に取り掛かった。同年10月19日に南労党にオルグされた軍部隊の反乱、麗水・順天事件が起こると、情報局員の教育を切り上げ、軍内細胞の一斉除去に乗り出した。この粛軍運動の結果、軍内からは約1,000人の南労党シンパが逮捕され、警備士官学校の生徒隊長として長年オルグを主導してきたとされる呉一均少佐をはじめ、第15連隊長だった崔楠根、第2連隊長だった金鍾碩中佐ら中堅将校や、それに感化された若手将校が多数銃殺された。この捜査で、のちに韓国大統領となった朴正煕少佐も高位の軍内党細胞であったことが判明したが、捜査に協力したことなどから、朴に請われて元容徳、金一煥らと助命の上申を行い、朴は刑を免れ除隊処分で釈放された。軍には文官として戻り、朝鮮戦争開戦で復命した。
この間、大佐に昇進。
幕僚勤務ののち、1949年7月30日に光州の第5師団長。智異山、湖南地方でゲリラ討伐に従事。
1950年4月22日、第1師団師団長になり、緊張の増していた38度線の東西90キロメートルの正面、開城地域の警備を担当した。

### 朝鮮戦争

#### 北朝鮮軍の攻勢
1950年6月25日に朝鮮戦争が勃発したが、このとき白は開戦の10日前から3ヶ月の予定で歩兵学校高級課程へ入校中で一時的に部隊を離れており、開戦の報を受けると師団に復帰した。
韓国第1師団は緒戦においてソウル西翼の臨津江で4日間の防御戦闘を行った。しかし、ソウル陥落まで戦闘を継続したことで後退路にあたる漢江の人道橋が爆破され、陸軍本部との連絡も途絶した中で困難な後退を指揮することになった。漢江を渡河し、水原（スウォン）に集結した時の第1師団の兵力は半減しており、しかも水原でアメリカ空軍の誤射を受け、さらに損害を重ねた。
1950年7月4日、水原から東北8km付近の豊徳川里（プントクチョンリ）で北朝鮮第2師団の先鋒を待ち伏せで撃退。その後、陸軍本部の命令で平沢（ピョンテク）を経由し、鉄道で鳥致院（チョチウォン）まで後退、清州（チョンジュ）を経て陰城（ウムソン）に北上した。
第1師団は7月8日から10日まで陰城で北朝鮮第15師団を阻止、槐山（ケサン）～米院（ミウォン）道沿いに22日まで遅滞行動を執った。しかし化寧場（ファヨンジャン）に北朝鮮第15師団が出現すると、直ちに転進を命じられ24日まで北朝鮮軍の進攻を防いだ。
1950年7月25日に韓国第2軍団隷下となると、尚州（サンジュ）で再編成を行い6,000名規模の兵力になり、白は大佐から准将に昇進した。
1950年7月26日、第6師団の増援のため、頴江（ヨンガン）に前進し、北朝鮮第1師団、第13師団と激しい攻防戦を繰り広げた。この戦闘で韓国第1師団は2人の大隊長を失った。その後、第8軍の命令で8月2日夜から8月3日にかけて倭館（ウェガン）付近の洛東江沿岸に移動し、釜山橋頭堡の守備についた。

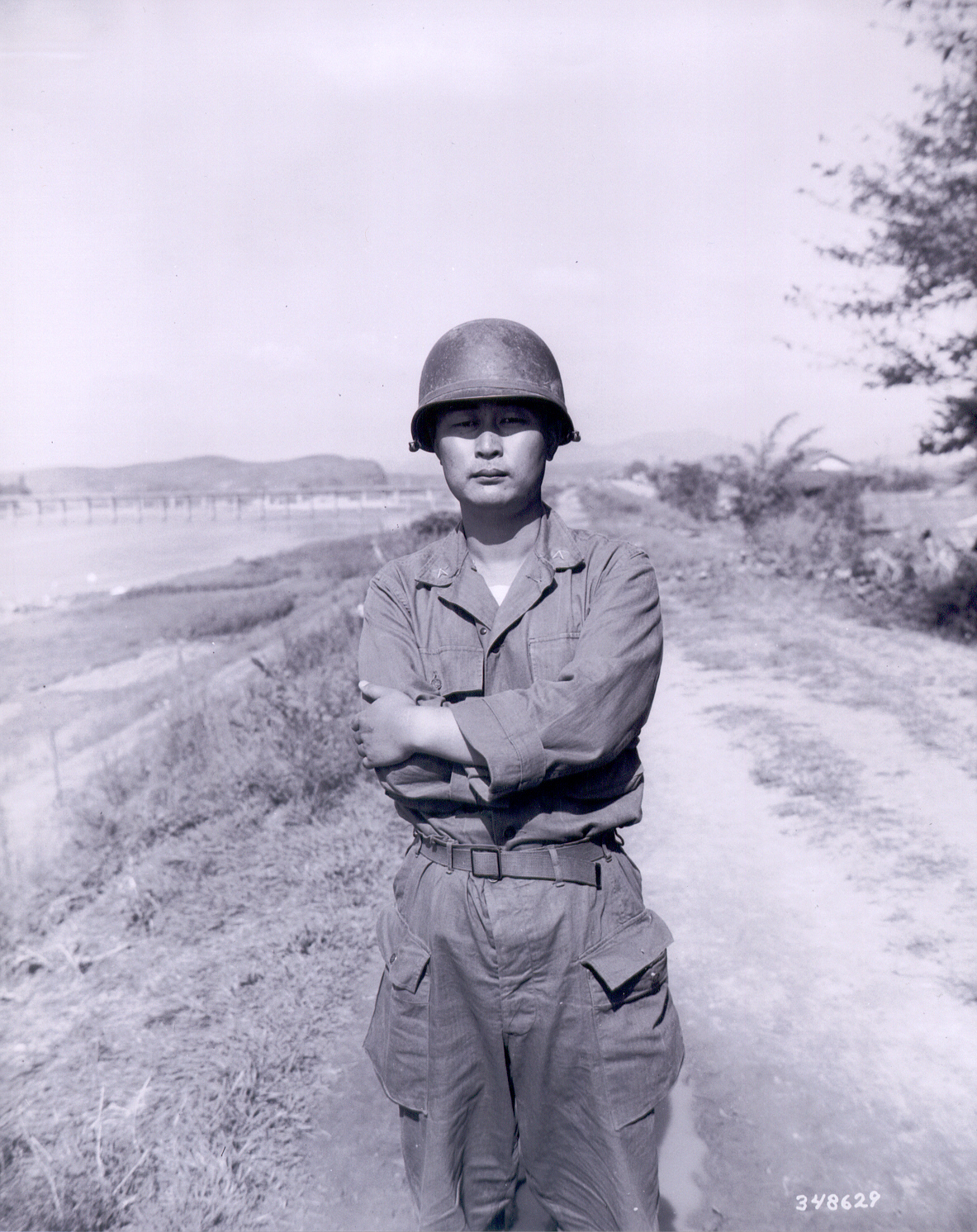
白善燁准将（1950年9月17日撮影）

特に多富洞の戦いでは、北朝鮮軍3個師団に対して不退転の陣地を築き、アメリカ第27連隊と共同してこれにあたった。韓国軍は連日の損害を避難民や学生から補充したために、半分が十分な訓練も受けていないアマチュアの兵隊達であった。韓国軍部隊の後退で危機が訪れた際には、自身がマラリアの高熱に苦しみながらも退却してくる兵士達に訓示を与え、みずから先頭を切って突撃を行い戦況を挽回した。これが朝鮮戦争中に師団長が突撃をした唯一の場面であった。
第1師団の戦意を疑っていたアメリカ第27連隊マイケレス連隊長はこの姿に感激し、以後のアメリカ軍と韓国軍の間の信頼度が増した。
1950年9月15日、仁川上陸作戦が成功し国連軍の反攻が開始されると、アメリカ第1軍団隷下に入った韓国第1師団は北進に参加、9月18日に北朝鮮軍の間隙を突き、戦線を突破して北朝鮮軍の背後に進出し、退路を遮断した。10月19日には平壌への一番乗りを果たした。

#### 中共軍の攻勢
平壌占領後、引き続き北進を命じられた韓国第1師団は10月25日、雲山（ウンサン）で中共軍の攻撃を受け、この戦闘で獲た捕虜を尋問した。捕虜の供述から白は中共軍の大部隊が介入したと判断し、アメリカ軍に中共軍の介入を警告した。しかしアメリカ軍の指揮官はこれを信じず、結果的に第8騎兵連隊第3大隊が大損害を受けることになった。その後、中共軍の第1次攻勢で中共第39軍に包囲された韓国第1師団は雲山を中心に円陣を組んで防御した（雲山の戦い(英語版)）。11月、雲山を放棄して清川江（チョンチョンガン）に後退した。
1950年12月初旬、中共軍の第2次攻勢による国連軍の撤退戦では後衛として殿（しんがり）をつとめた。
1950年12月中旬、国連軍は38度線まで後退し、韓国第1師団は再び臨津江（イムジンガン）の防御に就くが12月末に開始された中共軍の正月攻勢によって国連軍のソウル放棄が決定され、第1師団は安城（アンソン）に後退した(第3次ソウルの戦い(英語版))。
1951年1月下旬、国連軍の再反攻に伴い韓国第1師団も北進を再開し、2月初旬には漢江南岸に進出した。これらの期間中に龍仁で捕えた中国軍捕虜を尋問したところ、その師長はかつて満州国軍で戦術家として名をはせた王家善であり、さらに連隊長は軍官学校時代の区隊長だった傳連和であると聞いて驚いたという。
1951年3月中旬、韓国第1師団が共産主義陣営からソウルを奪還。

#### 軍団長

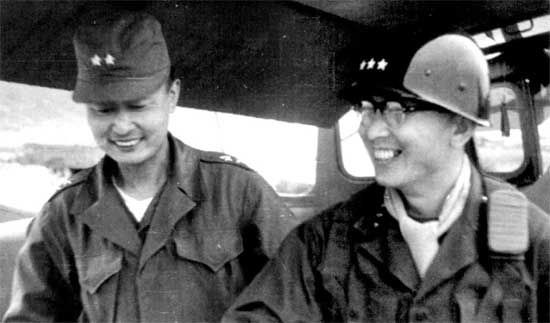
白善燁少将（左）と丁一権中将（1951年6月12日撮影）

1951年3月28日、第1軍団長の金白一が大関嶺付近で乗機が墜落する事故により死亡すると、後任として第1軍団長に任じられた。
韓国第1軍団は首都師団、第11師団、第1101野戦工兵団が配属され、東海岸沿いに展開した部隊であった。そのためアメリカ海軍の支援を受けられ、第1軍団は北進を先導した。
1951年5月15日、中共軍と北朝鮮軍による5月攻勢が始まり、軍団左翼の韓国第3軍団が敗走した。ヴァンフリート司令官の命令により、韓国第1軍団はアメリカ第3師団と共に東西から挟撃して敵を撃退した。5月末、韓国第3軍団は解体され、韓国軍団は第1軍団だけとなった。

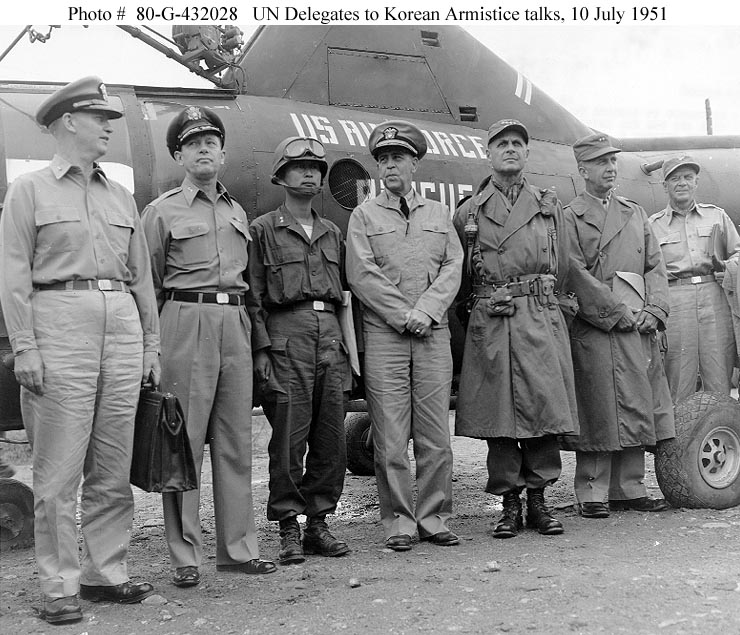
休戦交渉国連軍代表団。1951年7月10日撮影。左から三人目。

1951年7月10日から開城（ケソン）で始まった北朝鮮との休戦会談では、国連軍の要請で第1軍団長のまま韓国軍代表として参加。この人選には韓国軍の推薦もあったが、東海岸の作戦で白をよく知っていたターナー・ジョイ中将とアーレイ・バーク少将の推奨によるものが大きかった。1951年9月に韓国軍代表を李亨根少将と交替して第1軍団に戻った。
1951年11月、戦況が安定してくると、智異山南部地域での共産パルチザンによる治安悪化が問題となった。麗水・順天事件で智異山に逃れた勢力や南朝鮮労働党と、スレッジハンマー作戦による北朝鮮軍崩壊の際に山岳地帯に残った残存北朝鮮軍部隊が集合して「南部軍」を形成していた。1951年2月に治安作戦にあたっていた第11師団隷下の一部部隊が居昌事件を引き起こし、一般市民に多くの犠牲者が出ていたため、討伐作戦の経験者である白善燁が任に就いた。
第1軍団より首都師団、アメリカ第10軍団より韓国第8師団を抽出して白野戦戦闘司令部が新設された。推定で5万人の勢力になっていた共産ゲリラの討伐作戦は1951年12月1日より1952年3月14日まで行われた。作戦終了後、光州（クワンジュ）に孤児院を建てた。
この白野戦戦闘司令部は首都師団と共に新設される軍団を構成する中核となり、1952年4月に白善燁が軍団長となる第2軍団を編成した。第2軍団は首都師団（宋堯讃准将）、第3師団（白南権准将）、第6師団（白仁燁准将）の3個師団とそれまで韓国軍に無かった軍団直轄の砲兵部隊から成り、中部戦線の金城正面を担当した。

#### 参謀総長
1952年7月、韓国陸軍参謀総長兼戒厳司令官。全軍の行政改善、補充教育訓練、治安維持を統括し、教育施設17校を再創建する。またこの間、捕虜の扱いに起因する休戦会談の難航に伴い、国連軍と政府の間に立ち、調整に務めた。
1953年1月31日、32歳で韓国陸軍初の大将に昇進。
1953年5月、戦後の安全保障体制整備の根回しのため訪米。ワシントンでアイゼンハワーと面会した後、ニューヨークに向かいウェストポイントで生徒隊長をつとめていたマイケレス准将と再会したり、マッカーサーに面会した。その後、アメリカ軍の実施学校を回り、最後にアメリカ陸軍指揮幕僚大学で軍レベルの補習教育を2週間受講することになったが、休戦会談妥結が早まりそうだ、との報告が入り、急遽帰国した。
1953年7月中旬、中共軍の最終攻勢が開始されるとテイラー軍司令官の要請で韓国第2軍団（丁一権中将）の反撃を指導した。

#### 休戦後
1954年3月21日、新編の韓国第1野戦軍司令官。
1957年5月、再度、陸軍参謀総長。
1959年2月、合同参謀会議議長。韓国軍の近代化に従事。
1960年、4・19学生革命により李承晩が下野し許政内閣が発足すると、金鍾泌を中心とする若手将校達による清軍運動により、新政権の国防部長官の李鍾賛（陸士49期）が退役を求め、5月31日に劉載興第一軍司令官（陸士55期）と共に退役した。

### 退役後

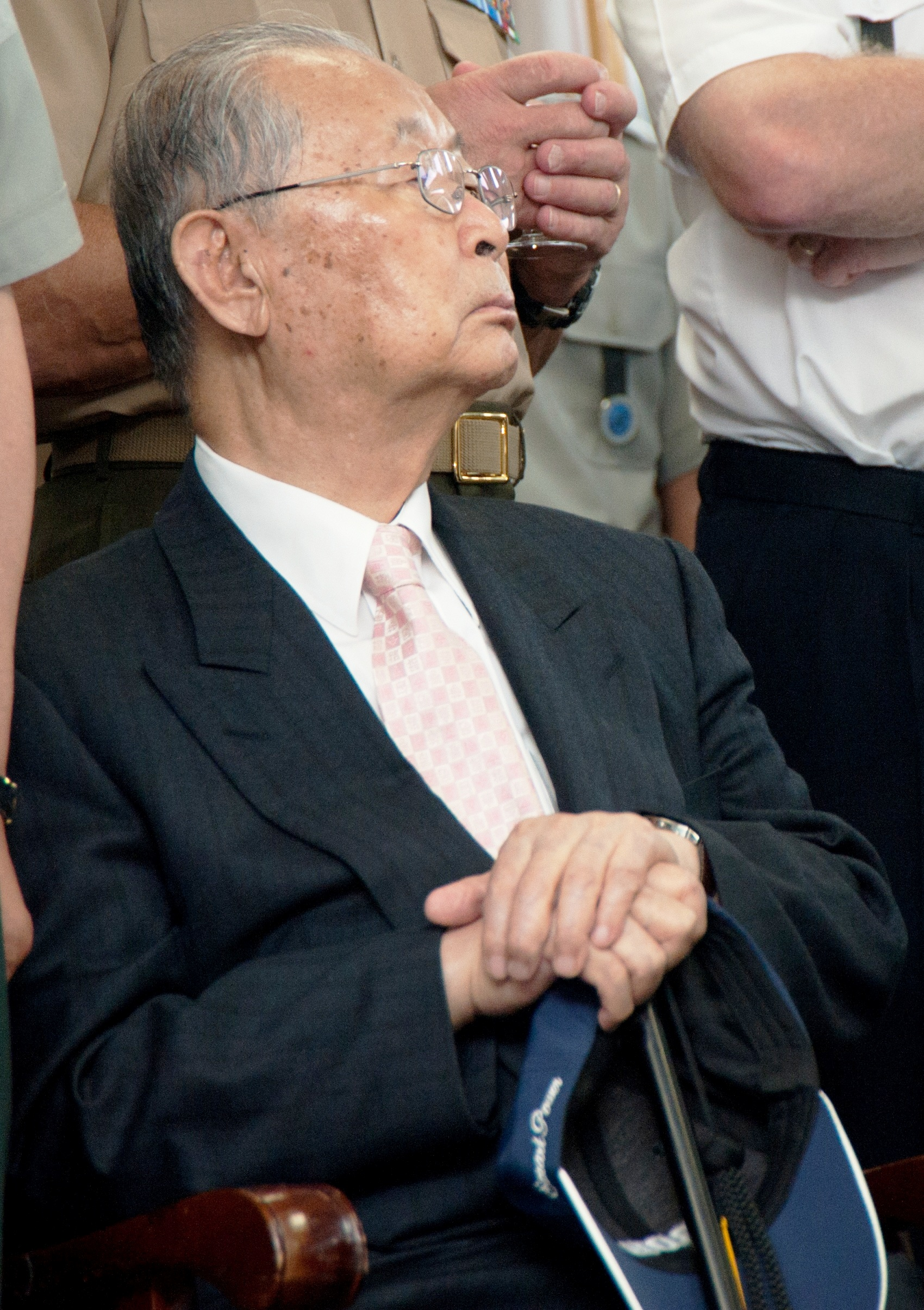
朝鮮戦争休戦協定58周年式典にて（2011年7月27日撮影）

軍を退役後は、外交官として中華民国・フランス・中近東各国・カナダ大使を歴任。帰国後は朴正煕大統領政権で交通部長官に就任し、ソウルの地下鉄建設、また1970年のよど号ハイジャック事件の解決に尽力した。
過積載の貨客船が沈没し300名近い犠牲者を出した南営号沈没事故の責任を負って交通部長官を退くと、国策会社の忠州肥料株式会社、次いで韓国総合化学工業株式会社社長となり1980年3月に退任するまで化学プラント建築事業に従事した。
1986年、国土統一院顧問となる。
盧泰愚政権時代に民間の後援会長として戦争記念館建設に参加。
1995年、日韓国交正常化30周年にあたる本年、日本国勲一等瑞宝章を受章した。
2003年、国防部軍史編纂研究所諮問委員長。2019年7月1日に放送されたMBCのテレビ番組によると、2019年当時も政府の支援で月200万ウォンの諮問料、事務室、車などの提供を受けていた。
2010年、ヴァンフリート賞（英語版）を受賞。
2011年6月14日、国防協会の招きで来日、都内で来日記念講演が行われた。講演はYoutubeでも観ることができ、生前の白を知ることの出来る貴重な映像資料となっている。
2013年、アメリカ第8軍名誉司令官に任命。同年12月14日、実弟の白仁燁死去。
2015年11月、国防大学創設60周年記念式で最初の名誉軍事学博士学位を受ける。
2019年7月1日、MBCがテレビ番組「探査企画ストレート第54回 追跡 独立軍討伐した国軍英雄？白善燁の真実〈『間島特設隊』白善燁はなぜ英雄にならなければいけないのか〉」を放送。番組史上最高の視聴率5.2パーセントを記録した。
2020年7月10日、99歳で死去。5日間陸軍葬が行われ、11日午前11時30分には国立大田大田顕忠院で安葬式が行われた。

## 韓国国内での評価
保守派は朝鮮戦争の英雄として評価する一方で、進歩派からは日本統治時代の経歴を問題視して、親日派として批判している。
白は日本と韓国で著書を刊行しているが、日本で出版した著書では日本の植民地統治下で軍人として戦争に尽くしその経験が役立ったことを語っているが、韓国で出版したものでは植民地期の記述が無い点が批判的に紹介されたこともある。
盧武鉉政権時代にすすめられたチンイルパ弾劾運動では、反民族特別法によって発表された親日人名辞典に日本の韓国植民地統治に協力した親日派としてリストアップされ、親日反民族行為者に認定された。
李明博政権当時、死後国立ソウル顕忠院に埋葬することになっていたが、政権交代後の文在寅政権は、親日派として問題視されていることから、大田顕忠院に埋葬することになった。国が白将軍を冷遇していると主張する保守系市民団体は、自主的に光化門広場に「市民焼香所」を設置した。
朝鮮戦争で活躍した最も印象的な韓国軍指揮官を挙げるとするならば、まず最初に白善燁と金鐘五を挙げることができる。白善燁は大勝よりも部隊の編制を維持して無理をしない作戦で敗北しない粘り強さが強みであり、それに比べると金鍾五の戦果は尖っていた。

## エピソード
李世鎬によれば、機嫌がよいときはタメ口（パンマル）で、機嫌が悪いと敬語になったという。
満州国軍で最後の上官であった間島分団長の曽根原實少校とは夫婦で親交があり、自身の母からいざという時に託されていた貯金300円を終戦直後に渡した。戦後、交通部長官時代に丁一権国務総理とともに曽根原夫妻を国賓待遇で韓国に招いたこともあった。

## 年譜
- 1920年：平安南道江西郡徳興里（現・朝鮮民主主義人民共和国）に生まれる。
- 1939年：平壌師範学校尋常科卒業。
- 1939年12月21日：中央陸軍訓練処入学。
- 1941年12月：中央陸軍訓練処卒業（9期生）。以後、満州国軍歩兵第28団（連隊）勤務。
- 1943年2月：延吉県（現在の延辺朝鮮族自治州延吉市）間島特設隊に転任、任中尉。鴨緑江、豆満江の上流部一帯で抗日パルチザン討伐に従事。
- 1944年：間島特設隊は北支那特別警備隊の指揮下に入り、北京東南の冀東地区にて八路軍討伐に従事。
- 1945年春：第6憲兵団間島（延吉）分団（長：曽根原實少校）に転属。国境警備任務に就く。
- 1945年8月15日：終戦。満州国軍での最終階級は中尉。
- 1945年9月：平壌へ帰郷。民族派指導者の曺晩植が組織した平安南道人民政治委員会で働き始める。
- 1945年12月下旬：金燦圭（のちの金白一）、崔楠根らと共に脱北。
- 1946年2月26日：南朝鮮国防警備隊入隊。任中尉。
- 1946年3月 釜山に赴任し、第5連隊Ａ中隊長、大尉に昇進。
- 1946年9月 第5連隊第1大隊長、少佐に昇進。
- 1947年1月1日 第5連隊長。中佐に昇進。
- 1947年12月1日 第3旅団司令部参謀長。
- 1948年4月 統衛部情報局長兼国防警備隊総司令部情報処長。
- 1948年8月15日 大韓民国成立。9月5日、大韓民国国軍が発足。
- 1948年11月 大佐に昇進。
- 1949年7月30日 第5師団長。
- 1950年4月23日 第1師団長。
- 1950年6月25日 朝鮮戦争勃発。
- 1950年7月25日 准将に昇進。
- 1951年4月6日 韓国第1軍団長。
- 1951年4月15日 少将に昇進。
- 1951年7月10日 休戦会談韓国軍代表を兼任。
- 1951年11月16日 白野戦戦闘司令官。
- 1952年1月12日 中将に昇進。
- 1952年4月5日 韓国第2軍団長。
- 1952年7月23日 韓国軍参謀総長兼戒厳司令官。
- 1953年1月31日 大将に昇進。
- 1953年5月 陸軍大学校総長兼務。（～7月2日）
- 1954年2月24日 第1野戦軍司令官。
- 1957年5月18日 再度、陸軍参謀総長。
- 1959年2月23日 合同参謀会議議長。
- 1960年5月31日 陸軍を退役。
- 1960年7月15日 駐中華民国（台灣）大使。
- 1961年7月4日 駐フランス大使。兼、西欧・中近東・アラビア等17カ国大使。
- 1965年7月12日 駐カナダ大使。
- 1969年10月21日 交通部長官。
- 1971年1月25日 交通部長官を退官。
- 1971年6月 忠州肥料株式会社社長、次いで韓国綜合化学工業株式会社社長。
- 1980年3月 韓国綜合化学工業株式会社社長を退職。
- 1986年 国土統一院顧問。
- 1989年12月15日 初代星友会会長。
- 2020年7月10日 死去。

## 栄典
- 大韓民国
  - 太極武功勲章 - 1951年10月31日[79]
  - 金星太極武功勲章 - 1953年4月5日
  - 乙支武功勲章
  - 忠武武功勲章
  - 金塔産業勲章
- アメリカ合衆国各級勲章 7個
  - シルバースター - 1950年11月13日[80]
  - レジオン・オブ・メリット - 1951年2月7日[81]
  - レジオン・オブ・メリット - 1953年4月29日[82]
  - レジオン・オブ・メリット - 1955年2月8日[83]
- フィリピン国勲章 1個
- 中華民国（台灣）勲章 2個
  - 雲麾勲章 - 1960年1月25日[84]
  - 大綬景星勲章 - 1961年7月3日[85]
- フランス国勲章 2個
- タイ国勲章 1個
- ベルギー国勲章 1個

## 著書
- 日本
  - 「韓国戦争一千日　白善燁回想録」ジャパン・ミリタリー・レビュー 昭和63年（1988年）
  - 「対ゲリラ戦　アメリカはなぜ負けたか」 原書房 平成5年（1993年）
  - 「若き将軍の朝鮮戦争　白善燁回顧録」 草思社 平成12年（2000年）／草思社文庫 平成25年（2013年）
  - 「指揮官の条件　朝鮮戦争を戦い抜いた軍人は語る」 草思社 平成14年（2002年）
  - 「朝鮮半島 対話の限界　危機克服への戦略構想」 草思社 平成15年（2003年）

- 韓国
  - 군과 나　京郷新聞（1988年-1989年連載）
  - 군과 나 ― 6・25 한국전쟁 회고록[† 13]　대륙연구소(1989年、1999年)／시대정신（2009年）
  - 實録 智異山 ― 백선엽 육필 증언록　고려원(1992年)
  - 길고 긴 여름날 1950년 6월 25일　지구촌(1999年)
  - 老兵이 걸어온 길　국방일보（2008年5月6日-2009年5月28日連載）
  - 남기고 싶은 이야기 ― 내가 겪은 6·25와 대한민국　中央日報（2010年1月4日-2011年2月28日連載）
  - 내가 물러서면 나를 쏴라 ― 1128일의 기억[† 14]　中央日報社(2011年)
  - 조국이 없으면 나도 없다　The Army(2010年)
  - 노병은 죽지 않는다 다만 사라질 뿐이다　책밭(2012年)
  - 백선엽의 6.25전쟁 징비록　프리미엄 조선（2013年11月8日-2015年11月26日連載）
  - 백선엽의 6.25전쟁 징비록[† 15]　책밭(2016年)

- アメリカ
  - From Pusan to Panmunjom ― Wartime Memoirs of the Republic of Korea's First Four-Star General　Brassey's, 1992, Potomac Books, 1999

- 中国
  - 最寒冷的冬天Ⅱ ― 一位韩国上将亲历的朝鲜战争 重庆出版社, 2013年

## 親族
- 祖父 白楽舜（백낙순）：江西郡の役人、中規模の地主
- 祖父 方興周（방흥주）：大韓帝国軍参領（少佐）、平壌鎮営の兵站指揮官
- 父 白潤相（백윤상）：1896年生まれ、白楽舜の三男、明治大学卒業
- 母 方孝烈（방효열）
- 姉 白福燁（백복엽）
- 弟 白仁燁（백인엽）：明治大学経済学部在学中に学徒出陣。韓国陸軍中将
- 従兄弟 白東燁（백동엽）：農林部林産課長、朝鮮戦争中に拉北され消息不明
- 妻 盧仁淑（노인숙）
- 長女 白南姫（백남희）